# Andreï Mezine
Andreï Anatolievitch Mezine - du biélorusse : Андрей Анатольевич Мезин, et en anglais : Andrei Mezin - (né le 8 juillet 1974 à Tcheliabinsk en URSS) est un joueur professionnel de hockey sur glace russo-biélorusse. Il évolue au poste de gardien de but.

## Carrière de joueur

### L'Amérique du Nord
Formé au Traktor Tcheliabinsk par Viktor Peregoudov, il rejoint durant sa jeunesse la Biélorussie. Il est emmené au Khimik-SKA Novapolatsk par Iouri, le frère de Peregoudov. Il part en Amérique du Nord en 1993 et s'aligne avec les Braves de Brockville dans la Ligue centrale de hockey junior A. Il joue en fin de saison son premier match dans une ligue professionnelle nord-américaine avec l'Express de Roanoke dans l'ECHL. À sa seconde saison, il rafle tous les honneurs étant désigné meilleur joueur et meilleur gardien de la ligue. Il passe alors professionnel avec les Generals de Flint dans la Ligue coloniale de hockey. Les Flints obtiennent la Coupe Tarry récompensant la meilleure équipe de la saison régulière puis la Coupe Coloniale en remportant les séries éliminatoires. Il joue également un match avec les Komets de Fort Wayne dans la Ligue internationale de hockey. En 1996-1997, les Flints parviennent à conserver la Coupe Tarry mais s'inclinent en finale de la Coupe Coloniale contre les Mallards de Quad City. Mezine porte également durant la saison régulière les couleurs des Americans de Rochester de la Ligue américaine de hockey et du Thunder de Las Vegas dans la Ligue internationale. Il ressigne pour une troisième saison avec les Generals, l'équipe s'inclinant une nouvelle fois en finale de la Coupe Coloniale contre les Mallards. Mezine joue parallèlement quatre parties dans la Ligue internationale cette fois avec les Vipers de Detroit durant la saison régulière. Les Vipers s'inclinent en finale des séries éliminatoires de la Coupe Turner face aux Wolves de Chicago 4-3. Après cinq saisons dans les ligues mineures, Mezine, ne parvenant pas à rejoindre la Ligue nationale de hockey, décide de revenir en Europe.

### L'Allemagne
Il est sélectionné en équipe nationale de Biélorussie et participe aux tournois de qualification pour les Jeux olympiques de 1998. La Biélorussie se qualifie pour la première fois de son histoire pour cette compétition. Il signe aux Nürnberg Ice Tigers dans la DEL en 1998. Il est appelé pour participer aux Jeux olympiques de Nagano. La Russie élimine la Biélorussie en quart de finale 4-1. Premiers de la saison régulière, les Ice Tigers s'inclinent en finale 3 victoires à 2 contre l'Adler Mannheim. Jan Alston inscrit le but décisif dans le cinquième match. Sa saison n'est pas terminée puisqu'il participe à son premier championnat du monde. La Biélorussie se qualifie pour le tour final et se classe huitième.
La saison suivante, il intègre l'effectif des Berlin Capitals. Les Capitals, sixième de la saison régulière éliminent les Cassel Huskies avant d'être sortis en trois matchs par le Kölner Haie. L'équipe de Berlin prend la huitième et dernière place qualificative pour les séries éliminatoires 2001 et est éliminée en cinq matchs par l'Adler Mannheim. Lors de sa quatrième saison avec les Capitals, l'équipe est endettée et est pénalisée de six points au classement de la saison régulière conclue à la quinzième position. Elle doit participer aux barrages de relégation contre Schwenningen seizième. La ligue retire la licence de l'équipe et les Capitals sont relégués en 2.bundesliga quel que soit le résultat du barrage. Les joueurs sont démotivés et ne touchent plus leurs salaires depuis quelques mois. Schwenningen remporte la série 4-3. Mezine ne joue pas le match décisif puisqu'il est parti rejoindre sa sélection. Durant l'hiver, il participe à ses deuxièmes Jeux olympiques avec la Biélorussie. Les Jeux de Salt Lake City sont marqués par la performance de Mezine et sa sélection. Quatrième du groupe, l'équipe élimine la Suède 4-3 en quart de finale et rentre dans le dernier carré. Mezine réalise quarante-quatre arrêts au cours de cette partie. Entraînée par Vladimir Krikounov, elle est balayée par le Canada 7-1 en demi-finale puis par la Russie 7-2 lors du match pour la médaille de bronze.

### Les années de galère
Il décide de revenir en Russie en 2002 et signe aux Ak Bars Kazan. Il ne joue qu'un match dans la Superliga puisqu'il est recruté en tant que troisième gardien derrière l'international russe Andreï Tsarev et Dmitri Iatchanov. Il joue avec l'équipe réserve dans la Pervaïa liga, le troisième niveau russe.
Il part au HC České Budějovice dans l'Extraliga. L'équipe termine quatorzième et dernière, et doit remporter le barrage de relégation pour se maintenir. Le Dukla Jihlava remporte la série quatre victoires à zéro et accède l'Extraliga, reléguant l'équipe de Mezine en 1.liga.

### Retour au meilleur niveau
Il signe alors au SKA Saint-Pétersbourg. Il parvient à devenir titulaire en dépit de la concurrence de Garth Snow. L'équipe entraînée par Boris Mikhaïlov termine douzième de la saison régulière. La saison réalisée par Mezine lui permet de recevoir diverses offres venues de Superliga. Il décide d'accepter l'offre du Salavat Ioulaïev Oufa. Le Salavat avec Mezine devant les filets termine septième et termine sa saison en quart de finale face aux Ak Bars Kazan futurs champions. La saison suivante, il perd sa place de titulaire au profit de Vadim Tarassov qui mène l'équipe à la troisième place de la saison régulière derrière Kazan et l'Avangard Omsk. Le HK CSKA Moscou élimine l'équipe de Bachkirie 3-2 en quart de finale.
En 2007, il signe chez le champion en titre, le Metallourg Magnitogorsk. S'il termine la saison régulière avec le meilleur pourcentage d'arrêts (93,2 %), l'arrivée de Travis Scott le pousse sur le banc. Le gardien canadien est titulaire lors de la victoire en Coupe d'Europe des clubs champions 2008. Scott est également titulaire pour les séries éliminatoires. Le Lokomotiv Iaroslavl et son gardien Semion Varlamov bat le Metallourg, second de la saison régulière, en demi-finale trois victoires à zéro. Mezine comptabilisé comme joueur étranger surnuméraire n'est même pas sur le banc cédant sa place au jeune Ilia Proskouriakov. Sa fin de saison est difficile, il connait des problèmes personnels. Il divorce de la mère de ses deux enfants, et ne se sent pas près aider sa sélection nationale. Il déclare forfait pour le mondial 2008.
À l'issue de la saison la Superliga est remplacée par la Ligue continentale de hockey. Durant la pré-saison, il participe à la Coupe Victoria contre les Rangers de New York de la Ligue nationale de hockey. Le Metallourg mène 3-0 mais finit par s'incliner 4-3. Ryan Callahan inscrit le but de la victoire à vingt secondes de la fin du temps réglementaire. Mezine a stoppé 40 lancers sur 44 tentatives. Durant cette saison, l'entraîneur Valeri Belooussov lui fait endosser le rôle de doublure d'Ilia Proskouriakov. Les coéquipiers du capitaine Vitali Atiouchov participent à la première édition de la Ligue des champions. Après avoir éliminé le Salavat Ioulaïev Oufa en demi-finale, le Metallurg est opposé au ZSC Lions en finale. Après avoir obtenu un match nul 2-2 à l'aller à l'Arena Metallourg, les Suisses décrochent le titre en inscrivant cinq buts à Proskouriakov pour une victoire 5-0. Le Lokomotiv Iaroslavl élimine le Metallurg 4-1 en demi-finale de la Coupe Gagarine. Le gardien du Lokomotiv Gueorgui Guelachvili réalisant deux blanchissages lors des deux derniers matchs. Proskouriakov est nommé meilleur débutant de la saison.
En 2009, Mezine décide de revenir au Dinamo Minsk où il bénéficie d'un poste de titulaire. L'équipe est également pensionnaire de la KHL. Il ajoute à son palmarès la Coupe Spengler. Il est sélectionné avec l'équipe Iachine pour le deuxième Match des étoiles de la KHL. Il est alors la doublure de Gueorgui Guelachvili, sélectionné par le vote des partisans. Guelachvili natif de Tcheliabinsk est également un disciple de Viktor Peregoudov. Mezine remplace le jeune russe à la mi-match et malgré la défaite 11-8 contre l'Équipe Jágr, il est élu joueur de l'équipe Iachine avec l'attaquant Alekseï Iachine et le défenseur Sergueï Zoubov. Le Dinamo ne se qualifie pas pour les séries éliminatoires. Avant de participer aux Jeux olympiques de 2010, il compte plus de cent sélections en équipe de Biélorussie. La sélection entraînée par Mikhail Zakharaw se classe neuvième. Le Dinamo Minsk, dix-septième bilan de la saison régulière, ne prend pas part aux séries éliminatoires.
Il ressigne au Dinamo pour la campagne 2010-2011. L'équipe se classe à la seizième place de la saison régulière et décroche le dernier billet pour les séries éliminatoires de la Coupe Gagarine. En concurrence avec Robert Esche, il partage son temps de jeu avec le gardien de but américain. Le Lokomotiv Iaroslavl élimine l'équipe de Minsk en sept matchs lors des huitièmes de finale.
En juillet 2011, il prolonge son contrat pour deux saisons supplémentaires. Esche parti, l'international Lars Haugen et Mezine sont les deux gardiens du Dinamo Minsk.

## Trophées et honneurs personnels

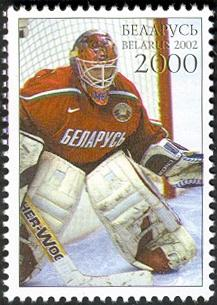
Timbre à l'effigie de Mezine pour les Jeux olympiques de 2002.

### Ligue centrale de hockey junior A
- 1994-1995 : nommé meilleur joueur.
- 1994-1995 : nommé meilleur gardien.

### Ligue coloniale de hockey
- 1995-1996 : nommé meilleur gardien.

### Championnat du monde
- 2006 : nommé dans l'équipe d'étoiles.
- 2009 : nommé dans l'équipe d'étoiles des médias.
- 2009 : nommé meilleur gardien.

### Biélorussie
- 1998, 1999, 2005, 2006 : nommé meilleur joueur.

### Ligue continentale de hockey
- 2009-2010 : participe au deuxième Match des étoiles (nommé meilleur joueur de l'équipe Iachine).

### Coupe Spengler
- 2009 : nommé dans l'équipe type.

## Statistiques

### En club
| Saison    | Équipe                  | Ligue        |    | Saison régulière | Saison régulière | Saison régulière | Saison régulière | Saison régulière | Saison régulière | Saison régulière | Saison régulière | Saison régulière | Saison régulière |   | Séries éliminatoires | Séries éliminatoires | Séries éliminatoires | Séries éliminatoires | Séries éliminatoires | Séries éliminatoires | Séries éliminatoires | Séries éliminatoires | Séries éliminatoires |
| Saison    | Équipe                  | Ligue        | PJ | V                | D                | Pr/N             | Min              | BC               | Moy              | % Arr            | Bl               | Pun              | PJ               | V | D                    | Min                  | BC                   | Moy                  | % Arr                | Bl                   | Pun                  |                      |                      |
| 1993-1994 | Express de Roanoke      | ECHL         | 1  | 0                | 1                | 0                | 18               | 1                | 3,28             | 66,7             | 0                |                  |                  |   |                      |                      |                      |                      |                      |                      |                      |                      |                      |
| 1995-1996 | Generals de Flint       | CoHL         | 40 | 27               | 9                | 2                | 2 270            | 132              | 3,49             | 88,3             | 1                |                  | 8                |   |                      |                      |                      |                      |                      |                      |                      |                      |                      |
| 1995-1996 | Komets de Fort Wayne    | LIH          | 1  |                  |                  |                  | 35               | 1                | 1,72             | 95,8             | 0                |                  |                  |   |                      |                      |                      |                      |                      |                      |                      |                      |                      |
| 1996-1997 | Generals de Flint       | CoHL         | 25 | 19               | 4                | 1                | 1 416            | 58               | 2,46             | 90,2             | 2                |                  | 4                |   |                      |                      |                      |                      |                      |                      |                      |                      |                      |
| 1996-1997 | Thunder de Las Vegas    | LIH          | 10 | 4                | 5                | 0                | 490              | 31               | 4,04             | 88,3             | 0                |                  |                  |   |                      |                      |                      |                      |                      |                      |                      |                      |                      |
| 1996-1997 | Americans de Rochester  | LAH          | 7  | 3                | 3                | 1                | 386              | 31               | 4,82             | 84,3             | 0                |                  |                  |   |                      |                      |                      |                      |                      |                      |                      |                      |                      |
| 1997-1998 | Generals de Flint       | CoHL         | 27 | 21               | 5                | 0                | 1 488            | 86               | 3,47             | 88,5             | 1                |                  | 8                |   |                      |                      |                      |                      |                      |                      |                      |                      |                      |
| 1997-1998 | Vipers de Detroit       | LIH          | 4  | 2                | 1                | 0                | 178              | 8                | 2,69             | 85,2             | 0                |                  |                  |   |                      |                      |                      |                      |                      |                      |                      |                      |                      |
| 1998-1999 | Nürnberg Ice Tigers     | DEL          | 49 |                  |                  |                  |                  |                  | 2,60             | 90,0             |                  |                  | 13               |   |                      |                      |                      | 2,43                 | 90,8                 |                      |                      |                      |                      |
| 1999-2000 | Berlin Capitals         | DEL          | 56 |                  |                  |                  |                  |                  | 2,78             | 89,6             |                  |                  | 7                |   |                      |                      |                      | 3,27                 | 90,8                 |                      |                      |                      |                      |
| 2000-2001 | Berlin Capitals         | DEL          | 58 |                  |                  |                  |                  |                  | 2,67             | 90,7             |                  |                  | 5                |   |                      |                      |                      | 3,4                  | 89                   |                      |                      |                      |                      |
| 2001-2002 | Berlin Capitals         | DEL          | 54 |                  |                  |                  | 3 147            | 166              | 3,16             | 89,3             | 4                |                  |                  |   |                      |                      |                      |                      |                      |                      |                      |                      |                      |
| 2002-2003 | Ak Bars Kazan           | Superliga    | 1  |                  |                  |                  |                  |                  |                  |                  |                  |                  |                  |   |                      |                      |                      |                      |                      |                      |                      |                      |                      |
| 2002-2003 | Ak Bars Kazan 2         | Pervaïa liga |    |                  |                  |                  |                  |                  |                  |                  |                  |                  |                  |   |                      |                      |                      |                      |                      |                      |                      |                      |                      |
| 2003-2004 | HC České Budějovice     | Extraliga    | 15 | 4                | 9                | 2                | 805              | 40               | 2,98             | 90,4             | 1                |                  | 4                |   |                      |                      |                      | 2,16                 | 90,0                 |                      |                      |                      |                      |
| 2004-2005 | SKA Saint-Pétersbourg   | Superliga    | 42 |                  |                  |                  |                  |                  |                  |                  |                  |                  |                  |   |                      |                      |                      |                      |                      |                      |                      |                      |                      |
| 2005-2006 | Salavat Ioulaïev Oufa   | Superliga    | 38 |                  |                  |                  | 2 183            | 72               | 1,98             | 92,3             | 2                |                  | 6                |   |                      |                      |                      |                      |                      |                      |                      |                      |                      |
| 2006-2007 | Salavat Ioulaïev Oufa   | Superliga    | 19 |                  |                  |                  |                  |                  |                  |                  |                  |                  | 3                |   |                      |                      |                      |                      |                      |                      |                      |                      |                      |
| 2007-2008 | Metallourg Magnitogorsk | Superliga    | 35 |                  |                  |                  |                  |                  | 1,84             |                  |                  |                  | 3                |   |                      |                      |                      | 2,67                 |                      |                      |                      |                      |                      |
| 2008-2009 | Metallourg Magnitogorsk | KHL          | 26 | 10               | 7                | 6                | 1 235            | 58               | 2,82             | 89,6             | 0                |                  | 6                | 1 | 3                    | 264                  | 10                   | 2,27                 | 92,2                 | 0                    |                      |                      |                      |
| 2009-2010 | Dinamo Minsk            | KHL          | 41 | 10               | 20               | 5                | 2 222            | 99               | 2,67             | 90,2             | 0                |                  |                  |   |                      |                      |                      |                      |                      |                      |                      |                      |                      |
| 2010-2011 | Dinamo Minsk            | KHL          | 30 | 15               | 9                | 5                | 758              | 59               | 2,11             | 92,2             | 2                |                  | 4                | 1 | 3                    | 206                  | 16                   | 4,65                 | 88,5                 | 0                    |                      |                      |                      |
| 2011-2012 | Dinamo Minsk            | KHL          | 24 |                  |                  |                  | 1 220            |                  | 2,85             | 89,9             | 0                | 2                | 1                |   |                      | 12                   |                      | 15                   | 57,1                 | 0                    | 0                    |                      |                      |
| 2012-2013 | Traktor Tcheliabinsk    | KHL          | 11 |                  |                  |                  | 533              |                  | 2,36             | 91,7             | 1                | 2                | -                |   | -                    | -                    | -                    | -                    | -                    | -                    | -                    |                      |                      |
| 2013-2014 | Avangard Omsk           | KHL          | 17 | 27               |                  |                  | 916              |                  | 2,62             | 89,6             | 2                | 0                | -                | - | -                    | -                    | -                    | -                    | -                    | -                    | -                    |                      |                      |

### Statistiques en équipe nationale
| Année | Évènement               |   | PJ | Min | BC   | Moy     | % Arr | Bl | Pun                                      |  | Résultat |
| 1998  | Qualification olympique | 4 |    |     | 1,90 |         |       | 0  | Première du groupe C                     |  |          |
| 1998  | Jeux olympiques         | 6 |    |     | 3,54 |         |       | 2  | Septième place                           |  |          |
| 1998  | Championnat du monde    | 6 |    |     | 3,90 |         |       | 2  | Huitième place                           |  |          |
| 1999  | Championnat du monde    | 6 |    |     | 1,67 |         |       | 4  | Neuvième place                           |  |          |
| 2000  | Championnat du monde    | 6 |    |     | 3,14 | 87 %    |       | 0  | Neuvième place                           |  |          |
| 2001  | Qualification olympique | 3 |    |     | 2    | 92,8 %  |       | 0  | Deuxième place du groupe A               |  |          |
| 2001  | Championnat du monde    | 3 |    |     | 4,71 | 86,1 %  |       | 0  | Quatorzième place                        |  |          |
| 2002  | Jeux olympiques         | 7 |    |     | 5,42 | 86,8 %  |       | 0  | Quatrième place                          |  |          |
| 2002  | Championnat du monde    | 4 |    |     | 0,75 | 95,8 %  |       | 2  | Première place de la division 1 groupe A |  |          |
| 2003  | Championnat du monde    | 3 |    |     | 3,08 | 90,6 %  |       | 0  | Quatorzième place                        |  |          |
| 2004  | Championnat du monde    | 2 |    |     | 2,52 | 89,2 %  |       | 0  | Première place de la division 1 groupe A |  |          |
| 2005  | Championnat du monde    | 5 |    |     | 1,01 | 97,1 %  |       | 0  | Dixième place                            |  |          |
| 2006  | Championnat du monde    | 7 |    |     | 2,01 | 94,1 %  |       | 0  | Sixième place                            |  |          |
| 2007  | Championnat du monde    | 5 |    |     | 4,72 | 83,1 %  |       | 0  | Onzième place                            |  |          |
| 2009  | Championnat du monde    | 5 |    |     | 1,72 | 94,8 %  |       | 0  | Huitième place                           |  |          |
| 2010  | Jeux olympiques         | 2 |    |     | 3,23 | 91,36 % |       | 0  | Neuvième place                           |  |          |
| 2010  | Championnat du monde    | 3 |    |     | 1,96 | 94,23 % |       | 0  | Dixième place                            |  |          |
| 2011  | Championnat du monde    | 6 |    |     | 3,16 | 89,3 %  |       | 2  | Quatorzième place                        |  |          |
| 2012  | Championnat du monde    | 2 |    |     | 3,44 | 89,50 % |       | 0  | Quatorzième place                        |  |          |
| 2014  | Championnat du monde    | 1 |    |     | 6,00 | 76%     |       | 0  | Septième place                           |  |          |

## Vie privée
Mezine a eu deux filles Lada et Nina avec sa première femme qu'il a rencontré en Allemagne. Le couple a divorcé en 2008. Sa sœur Ioulia lui a présenté Anjela originaire de Kiev, avec qui il a refait sa vie. Elle est également ukrainienne comme sa première femme.